# Conrad Coleby

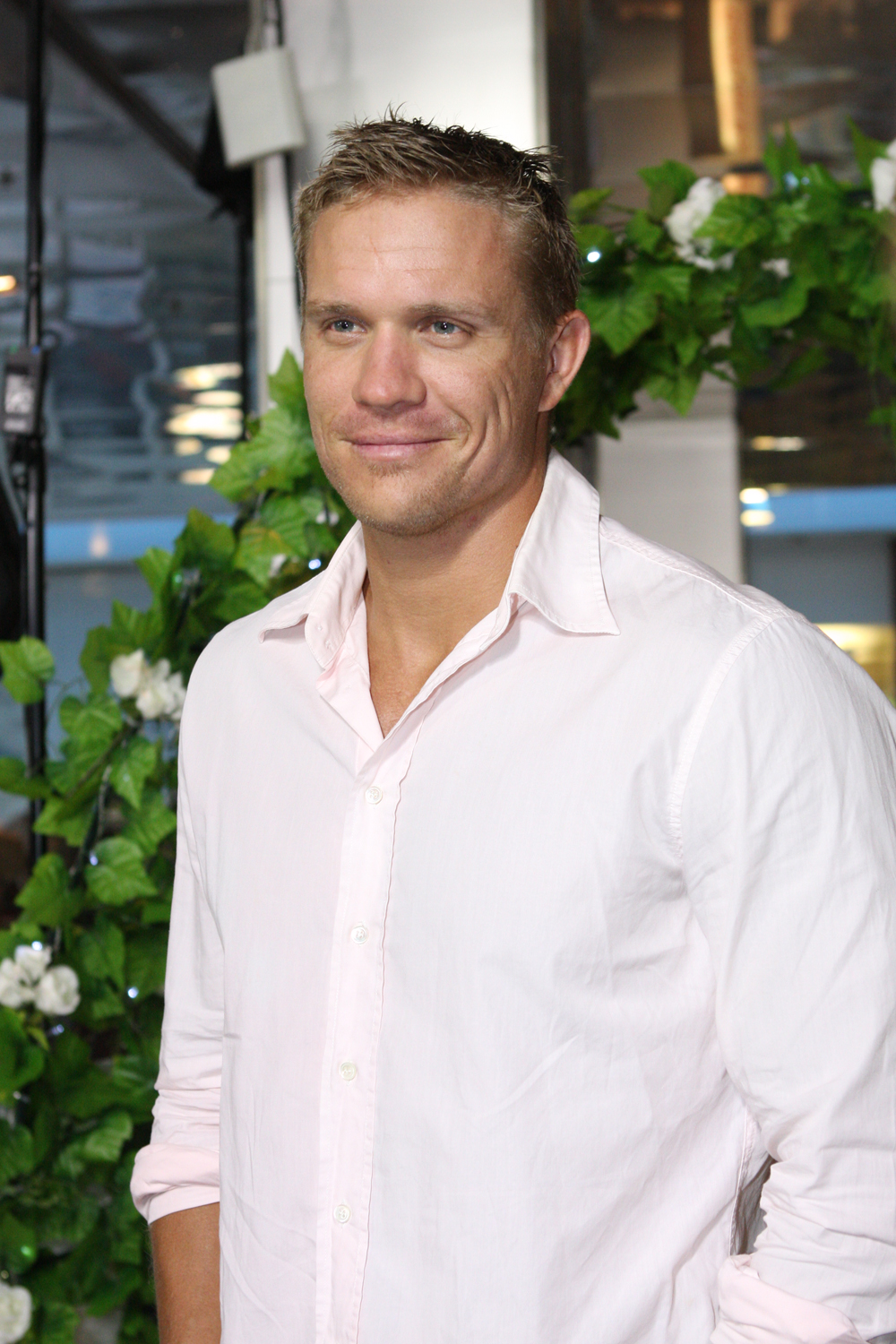
Conrad Coleby

Conrad Julius Coleby (* 29. September 1979 in Sydney, New South Wales) ist ein australischer Schauspieler.
Bekannt wurde er in seiner Rolle als Dylan „Dutchy“ Mulholland in der Fernsehserie "Sea Patrol".

## Leben
Conrad Coleby ist der Sohn von Robert Coleby und der Bruder von Anja Coleby. Er besuchte die Somerset Highschool und machte hier seinen Abschluss 1996. z9Von 2008 bis 2010 war er mit seiner Home-and-Away-Kollegin Esther Anderson liiert.

## Filmografie
- 1989: Tamara – Life of Singapore (Miniserie)
- 1999: Sabrina, Down Under
- 2000: Water Rats – Die Hafencops (Water Rats, Fernsehserie)
- 2001: Flat Chat (Fernsehserie)
- 2002: Always Greener (Fernsehserie)
- 2001–2002, 2004: All Saints (Fernsehserie)
- 2005–2006: Headland (Fernsehserie)
- 2007: The Final Winter
- 2007–2009: Home and Away (Seifenoper)
- 2010–2011: Sea Patrol (Fernsehserie)